# FA Community Shield 2004
Lo FA Community Shield 2004, noto in italiano anche come Supercoppa d'Inghilterra 2004, è stata l'82ª edizione della Supercoppa d'Inghilterra.
Si è svolto l'8 agosto 2004 al Millennium Stadium di Cardiff tra l'Arsenal, vincitore della FA Premier League 2003-2004, e il Manchester United, vincitore della FA Cup 2003-2004.
A conquistare il titolo è stato l'Arsenal che ha vinto per 3-1 con reti di Gilberto Silva, José Antonio Reyes e autogol di Mikaël Silvestre.

## Partecipanti
| Squadre        | Qualificazione                              | Partecipazioni precedenti (il grassetto indica la vittoria)                                                                            |
| -------------- | ------------------------------------------- | --- |
| Arsenal        | Vincitore della FA Premier League 2003-2004 | 17 (1930, 1931, 1933, 1934, 1935, 1936, 1938, 1948, 1953, 1979, 1989, 1991, 1993, 1998, 1999, 2002, 2003)                              |
| Manchester Utd | Vincitore della FA Cup 2003-2004            | 22 (1908, 1911, 1948, 1952, 1956, 1957, 1963, 1965, 1967, 1977, 1983,1985, 1990, 1993, 1994, 1996, 1997, 1998, 1999, 2000, 2001, 2003) |

## Tabellino
| Arbitro: | Mike Dean |

|                                                   |           |           |
| Gilberto Silva 50’ Reyes 58’ Silvestre 79’ (aut.) | Marcatori | 55’ Smith |

| Arsenal | Manchester United |

### Formazioni
| Arsenal:        |    |                     |     |         |
|                 |    |                     |     |         |
| P               | 1  | Jens Lehmann        |     |         |
| D               | 12 | Lauren              |     |         |
| D               | 28 | Kolo Touré          |     |         |
| D               | 18 | Pascal Cygan        |     |         |
| D               | 3  | Ashley Cole         | 72’ |         |
| C               | 21 | Jermaine Pennant    |     |         |
| C               | 19 | Gilberto Silva      |     |         |
| C               | 15 | Cesc Fàbregas       |     | 87’     |
| C               | 9  | José Antonio Reyes  |     | 78’     |
| A               | 10 | Dennis Bergkamp (c) |     | 62’     |
| A               | 14 | Thierry Henry       |     | 46’     |
| A disposizione: |    |                     |     |         |
| P               | 24 | Manuel Almunia      |     |         |
| D               | 20 | Philippe Senderos   |     |         |
| D               | 22 | Gaël Clichy         |     | 69’     |
| D               | 31 | Justin Hoyte        |     | 79’     |
| D               | 32 | Sebastian Svärd     |     | 87’     |
| C               | 30 | Jérémie Aliadière   |     | 62’ 69’ |
| A               | 11 | Robin van Persie    |     | 46’     |
| Allenatore:     |    |                     |     |         |
| Arsène Wenger   |    |                     |     |         |

| Manchester Utd: |    |                    |     |     |
|                 |    |                    |     |     |
| P               | 1  | Tim Howard         |     |     |
| D               | 2  | Gary Neville       |     |     |
| D               | 27 | Mikaël Silvestre   |     |     |
| D               | 22 | John O'Shea        |     | 82’ |
| D               | 25 | Quinton Fortune    |     | 51’ |
| C               | 12 | David Bellion      |     |     |
| C               | 16 | Roy Keane (c)      |     | 51’ |
| C               | 19 | Eric Djemba-Djemba | 72’ |     |
| C               | 11 | Ryan Giggs         |     | 51’ |
| A               | 18 | Paul Scholes       |     | 74’ |
| A               | 14 | Alan Smith         |     | 74’ |
| A disposizione: |    |                    |     |     |
| P               | 13 | Roy Carroll        |     |     |
| D               | 3  | Phil Neville       | 62’ | 51’ |
| D               | 29 | Jonathan Spector   |     | 82’ |
| C               | 23 | Kieran Richardson  |     | 74’ |
| C               | 24 | Darren Fletcher    |     | 51’ |
| C               | 33 | Chris Eagles       |     | 74’ |
| A               | 21 | Diego Forlán       |     | 51’ |
| Allenatore:     |    |                    |     |     |
| Alex Ferguson   |    |                    |     |     |